# Susumu Oki
Susumu Oki (大木 勉, Oki Susumu) est un footballeur japonais né le 23 février 1976. Il est attaquant.

## Biographie
Susumu Oki commence sa carrière professionnelle au Sanfrecce Hiroshima. Il est brièvement prêté lors de l'année 2000 à l'Oita Trinita.
Susumu Oki reste 11 saisons au Sanfrecce Hiroshima. Avec ce club, il dispute un total de 154 matchs en J-League 1, inscrivant 28 buts dans ce championnat.
En 2007, Susumu Oki quitte son club de cœur, et s'engage en faveur de l'Ehime FC, équipe de J-League 2.